# Бригада Нов дом
„Бригада Нов дом“ е българско телевизионно предаване. Стартира през 2016 г. по bTV. В предаването, бригада с ръководител Влади Караджов и Мария Силвестър помагат на хора, чиито домове са в лошо състояние. До май 2025 г. предаването е помогнало на 88 семейства.
През пролетта на 2024 г. предаването се завръща след 4-годишна пауза и е обновено. Начело с водещата застава нова бригада, ръководена от Калин Евтимов (участник от „Фермата“ 8). Шести и седми сезон се излъчват всяка събота от 20:00 до 22:00 ч.

## Сезони
| Сезон | Сезон | ТВ канал | Водеща          | Ръководител на бригада | Година | Епизоди     | Старт       | Финал    | Излъчване                | Продуцент                |
| ----- | ----- | -------- | --------------- | ---------------------- | ------ | ----------- | ----------- | -------- | ------------------------ | ------------------------ |
|       | 1     | bTV      | Мария Силвестър | Владимир Караджов      | 2016   | 6           | 10 март     | 14 април | четвъртък, 21:30 – 22:30 | Constantin Entertainment |
|       | 2     | bTV      | Мария Силвестър | Владимир Караджов      | 2017   | 14          | 2 март      | 1 юни    | четвъртък, 21:00 – 22:00 | Constantin Entertainment |
|       | 3     | bTV      | Мария Силвестър | Владимир Караджов      | 2018   | 14          | 1 март      | 31 май   | четвъртък, 21:00 – 22:00 | Constantin Entertainment |
|       | 4     | bTV      | Мария Силвестър | Владимир Караджов      | 2019   | 14          | 28 февруари | 30 май   | четвъртък, 21:00 – 22:00 | Constantin Entertainment |
|       | 5     | bTV      | Мария Силвестър | Владимир Караджов      | 2020   | 3           | 27 февруари | 12 март  | четвъртък, 21:00 – 22:30 | Междинна станция         |
| 2021  | 5     | bTV      | Мария Силвестър | Владимир Караджов      | 11     | 25 февруари | 6 май       |          | четвъртък, 21:00 – 22:30 | Междинна станция         |
|       | 6     | bTV      | Мария Силвестър | Калин Евтимов          | 2024   | 13          | 24 февруари | 18 май   | събота, 20:00 – 22:00    | Междинна станция         |
|       | 7     | bTV      | Мария Силвестър | Калин Евтимов          | 2025   | 13          | 15 февруари | 10 май   | събота, 20:00 – 22:00    | bTV                      |
|       | 8     | bTV      | Мария Силвестър | Калин Евтимов          | 2026   |             |             |          |                          |                          |

## Описание

### Одобряване
След като едно семейство се запише се заснема домът им и се вземат интервюта от членовете на семейството за да се разбере повече информация. Мария Силвестър идва и оглежда дома им.

### Събиране на багаж
След като семейството е одобрено то има 15 минути за да си събере багажа, за да може бригадата да започне ремонта.

### 1 ден
В първия ден на ремонт бригадата премахва старите мебели, за да може да има пространство.

### 2 ден
Съставя се план за дома и започва шпакловането във всяка стая.

### 3 ден
В 3 ден от ремонта Мария Силвестър се среща със семейството за да им покаже изненада.

### 4 ден
Строителни дейности.

### 5 ден
Последни детайли. Мария декорира дома на семейството и го приготвя за приятен живот.

#### Показване на семейството
След 5 дни ремонт семейството вижда вече обновения дом.

### Гости
През пети и шести сезон има гост звезди, които помагат на бригадата в ремонта.